# Short Stories
Short Stories – debiutancki album duetu Jon and Vangelis, wydany w 1980 roku.

## Lista utworów
1. „Curious electric” – 6:42
2. „Each & everyday/Bird song” – 5:08
3. „I hear you now” – 5:13
4. „The road” – 4:31
5. „Far away in Baagad” – 2:18
6. „Love is” – 5:46
7. „One more time” – 6:18
8. „Thunder/A play within a play” – 9:14

wszystkie utwory skomponowane przez J&V.

## Muzycy
- Jon Anderson - wokal
- Vangelis - wszystkie instrumenty